# Black Clouds & Silver Linings
《Black Clouds & Silver Linings》는 프로그레시브 메탈밴드 드림시어터의 10번째 정규 앨범이다. 2009년 6월 23일 로드러너 레코드에서 발매되었다. 존 페트루치와 마이크 포트노이가 공동 프로듀싱을 맡았고 폴 노스필드가 믹싱을 맡았다. 앨범은 단일 CD, 인스트루멘탈 믹싱과 커버곡이 들어간 3CD 스페셜 에디션, 더블 비닐 LP, 디럭스 콜렉터 에디션 박스셋 등의 다섯 가지 버전으로 발매되었다. 6개의 커버곡들은 앨범 발매 6주 전인 5월 19일부터 1주일 간격으로 한 곡씩 공개되었다.

## 역사
앨범 작업은 2008년 10월부터 시작되었다. 마이크 포트노이는 이 앨범을 "'A Change of Seasons', 'Octavarium', 'Learning to Live', 'Pull Me Under', 'The Glass Prison'이 하나의 앨범에 들어가 있다고 상상해보라"라는 말로 설명했다. 조던 루디스는 나중에 "우리는 이번 앨범에 고딕음악적 요소를 꽤 많이 집어넣었다."고 설명했다.
가사는 존 페트루치와 마이크 포트노이가 썼다. 한 곡을 제외하고는 모두 각자 삶 속에 있었던 위험하고 힘들었던 상황들에 대한 이야기를 담고 있다. 'A Nightmare to Remember'에는 페트루치가 어릴적 당했던 교통사고에 대한 기억을 그려냈다. 'The Count of Tuscany'에서는 토스카나에서 우연히 만난 한 남자에 대한 이야기를 다루고 있고 'Wither'에는 '작가로서의 장벽'(en:Writer's Block)에 대한 공포를 묘사했다.

마이크 포트노이는 'The Best of Times'에서 2009년 암으로 돌아가신 아버지에 대한 이야기를 그려냈다. 포트노이는 아버지가 죽기 전 이 곡을 연주했다고 하는데, "나는 우리의 삶을 함께 기념할 곡을 쓰고 싶었다"고 말했다. 'The Shattered Fortress'는 포트노이의 Twelve-step Suite의 마지막 부분이다. 2002년의 The Glass Prision에서부터 시작하는 모음곡 속의 갖가지 테마들을 다시 전개하면서 결말을 맺는다.
'A Rite of Passage'는 프리메이슨에 관한 곡으로서, 첫 번째 싱글커트된 곡이다. 이 곡의 뮤직비디오는 2009년 5월 8일 공개되었다.
"Wither"는 2009년 9월 15일 싱글로 재발매되었다. 싱글 앨범에는 원곡과 피아노 반주만 포함된 버전, 존 페트루치의 보컬이 들어간 데모버전, 그리고 마이크 포트노이가 부른 "The Best Of Time"의 데모 버전 등 총 4곡이 수록되었다. 뮤직비디오는 2009년 11월 18일 발표되었다.

## 곡 목록
전체 작곡: 존 페트루치, 마이크 포트노이, 조던 루디스, 존 명. 단, 'Wither'는 존 페트루치 작곡
| #             | 제목                                                                             | 작사            | 재생 시간 |
| ------------- | -------------------------------------------------------------------------------- | --------------- | --------- |
| 1.            | 〈A Nightmare to Remember〉                                                      | 존 페트루치     | 16:09     |
| 2.            | 〈A Rite of Passage〉                                                            | 존 페트루치     | 8:34      |
| 3.            | 〈Wither〉                                                                       | 존 페트루치     | 5:24      |
| 4.            | 〈The Shattered Fortress - X. "Restraint" - XI. "Receive" - XII. "Responsible"〉 | 마이크 포트노이 | 12:47     |
| 5.            | 〈The Best of Times〉                                                            | 마이크 포트노이 | 13:07     |
| 6.            | 〈The Count of Tuscany〉                                                         | 존 페트루치     | 19:14     |
| 총 재생 시간: | 총 재생 시간:                                                                    | 총 재생 시간:   | 75:25     |

### 스페셜 에디션 커버곡 목록
3CD 스페셜 에디션에는 "언커버드 2008/2009"라는 제목이 붙은 6곡짜리 보너스 시디가 들어있다.
| #  | 제목                                                                     | 작사·작곡                       | 재생 시간 |
| -- | ------------------------------------------------------------------------ | ------------------------------- | --------- |
| 1. | 〈Stargazer〉 (레인보우 커버)                                            | 로니 제임스 디오, 리치 블랙모어 | 8:10      |
| 2. | 〈Tenement Funster / Flick of the Wrist / Lily of the Valley〉 (퀸 커버) | 로저 테일러, 프레디 머큐리      | 8:17      |
| 3. | 〈Odyssey〉 (딕시 드렉스 커버)                                           | 딕시 드렉스                     | 7:59      |
| 4. | 〈Take Your Fingers From My Hair〉 (지브라 커버)                         | 랜디 잭슨                       | 8:18      |
| 5. | 〈Larks' Tongues in Aspic, Part Two〉 (킹 크림슨 커버)                   | 로버트 프립                     | 6:30      |
| 6. | 〈To Tame a Land〉 (아이언 메이든 커버)                                  | 스티브 해리스                   | 7:15      |

또한 3CD 스페셜 에디션에는 인스트루멘틀 트랙도 포함되어 있다. 몇몇 곡들은 원곡에서 조금 변형되었다.
| #  | 제목                        | 재생 시간 |
| -- | --------------------------- | --------- |
| 1. | 〈A Nightmare to Remember〉 | 15:39     |
| 2. | 〈A Rite of Passage〉       | 8:36      |
| 3. | 〈Wither〉                  | 5:29      |
| 4. | 〈The Shattered Fortress〉  | 12:47     |
| 5. | 〈The Best of Times〉       | 13:20     |
| 6. | 〈The Count of Tuscany〉    | 18:48     |

### 디럭스 콜렉터 에디션 박스셋
'디럭스 콜렉터 에디션 박스셋'은 은색 테로 감싼 검은 벨벳 상자 형태로 그 속에는 3CD 스페셜 에디션 앨범, 180-그램 더블 LP, 곡에서 악기 하나하나를 분리시켜놓은 개별 오디오 트랙 DVD, 휴 사임의 판화작품, 마우스패드 등이 들어있다. 이 박스셋을 선주문한 사람은 2009년 5월 19일부터 공개되는 6개의 커버곡들을 다운로드 받을 수 있다. 또한 100개의 박스셋에는 밴드와 만날 수 있는 '실버 티켓'이 들어있다.

## 평가
앨범에 대한 평론가들의 반응은 대체로 긍정적이다. 'Lifting Shadows'의 저자 리치 윌슨(Rich Wilson)은 이 앨범은 "최근 10년간 드림 시어터의 앨범들 중 가장 멋지고 균형잡힌 앨범"이라는 평가를 내렸다. 올뮤직의 에두아르도 리바다비아(Eduardo Rivadavia)는 "이번 앨범은 여전히 전형적인 앨범이여서, 새로운 팬들을 끌어들이지는 못할 것이다. 그러나 밴드는 그들의 음악적 영역 중에서 가장 빠르고 자극적인 부분에 대한 새로워진 애정을 보여줌으로서, 열성적인 골수팬들을 충분히 감동시킬 수 있을 것이다"고 밝혔다.
앨범은 빌보드 200차트에서 데뷔 첫 주 40,285장을 팔아 치우면서 6위를 기록했다. 빌보드 200차트에서 10위 안에 진입한것은 이번이 처음이고, 첫 주 판매량 최고기록도 경신했다. 또한 빌보드 탑 인터넷 차트 1위, 빌보드 탑 록 앨범 차트에서는 2위로 데뷔했다. 그러나 그 다음주에는 46위로 내려갔다.

## 차트 성적
| 차트 (2009)        | 최고 순위 |
| ------------------ | --------- |
| 호주 앨범 차트     | 16        |
| 빌보드 200         | 6         |
| 캐나다 앨범 차트   | 6         |
| 네덜란드 앨범 차트 | 3         |
| 유럽 탑 100 앨범   | 1         |
| 핀란드 앨범 차트   | 1         |
| 독일 앨범 차트     | 3         |
| 헝가리 앨범 차트   | 3         |
| 이탈리아 앨범 차트 | 5         |
| 일본 앨범 차트     | 2         |
| 노르웨이 앨범 차트 | 7         |
| 폴란드 앨범 차트   | 4         |
| 포르투갈 앨범 차트 | 14        |
| 스웨덴 앨범 차트   | 3         |
| 스위스 앨범 차트   | 9         |
| 영국 앨범 차트     | 23        |

## 구성원
| 드림 시어터 - 제임스 라브리에 – 보컬 - 존 페트루치 – 기타, 백킹 보컬 - 조던 루디스 – 키보드, 컨티늄 - 존 명 – 베이스 기타 - 마이크 포트노이 – 드럼, 백킹 보컬 게스트 - 제리 굿맨 - 바이올린 <<'The Best of Times', 'Odyssey', 'Larks' Tongues in Aspic Pt II'>> | 제작 - 존 페트루치와 마이크 포트노이 – 프로듀서 - 폴 노스필드 – 엔지니어, 믹싱, 보컬 트랙 보조 프로듀서 - 휴 사임 – 아트 디렉션, 디자인, 일러스트레이션 - 닥터 릭 콴(Dr. Rick Kwan) - 보조 엔지니어 - 댄 맨델(Dan Mandell) - 사진 |